# إنوي
إنوي (بالإنجليزية: Inwi)‏ هي ثالث أكبر شركة اتصالات في المغرب، تأسست سنة 2010، وتُعتبر رائدة في هذا المجال، حيث تقدم خدمات الجوال والثابت والأنترنت، وتتوزع من خلال أكثر من 50 ألف وكالة تجارية، وتغطي 92٪ من إجمالي الأراضي المغربية. الشركة مملوكة بالأساس لشركة المدى القابضة ومجموعة زين الكويتية.
اعتمدت إنوي على استراتيجية مبتكرة في التسويق تتمثل في إنتاج مسلسلات تلفزيونية أصلية على غرار مسلسل لطفي النحيلة، تهدف من خلالها بالأساس إلى تعزيز العلاقة مع الجمهور وإبراز الهوية المغربية في الأعمال الفنية. من خلال هذه المبادرات، سعت الشركة إلى تقديم محتوى ترفيهي جذاب يعكس اهتمامات المجتمع المغربي، مما ساهم في تعزيز ارتباط العلامة التجارية بجمهورها المستهدف وزيادة تفاعلها مع مختلف شرائح المجتمع.
بالإضافة إلى ذلك، ركزت إنوي على دعم المبادرات الاجتماعية الهادفة لتشجيع الشباب المغربي على التطوع والعمل التعاوني. أطلقت الشركة العديد من البرامج التي تسلط الضوء على أهمية العمل التطوعي في تنمية المجتمع وأبرز هذه المبادرات طبعًا كانت مبادرة «دير يديك»، كما وفرت منصات وفرصًا للشباب للمشاركة في مشاريع تخدم البيئة والتنمية المستدامة. هذه الاستراتيجية لم تسهم فقط في الترويج لصورة إيجابية للشركة، بل عززت أيضًا من إسهامها في التنمية المجتمعية.

## تاريخ
- أنشأت الشركة سنة 1996 تحت اسم Maroc connect
- سنة 1999 عملت الشركة على تقديم خدمات الأنترنت بشراكة مع الشركة الفرنسية Wanadoo
- في العام 2000 أصبحت إنوي أول شركة أفريقية تقدم حلول للشركات
- في العام 2004 عرفت الشركة تقلبات في مسارها وهيكليتها، حيث قامت فرانس تيلكوم أورنج بالانسحاب من الشركة وبيع حصتها لـمجموعة الأبناك (التجاري وفا بنك)و(الـ CDG)
- سنة 2005 تدخل مجموعة أونا ONA لتمتلك كافة اسهمها لتصبح بذلك المالك الرسمي للشركة بنسبة %100
- سنة 2006 حصلت الشركة على الرخصة الثالثة لخدمة الأنترنت وخدمة الهاتف الثابث ذي التنقل المحدود
- سنة 2007 يتحول اسم الشركة من Maroc connect إلى wana لتصبح المشغل الثالث لخدمات الهاتف الثابث والأنترنت وخدمات الجيل الثاني
- سنة 2009 قامت شركة زين المتعددة الجنسيات (مقرها الرئيسي مدينة الكويت) بشراء 31% من رأسمال إنوي.
- سنة 2010 يتم تقديم خدمات الشركة تجاريا في السوق المغربي تحت اسم inwi

## الخدمات
بعد دخول شركة زين عملاق الاتصالات بالشرق الأوسط إلى السوق المغربي عن طريق شركة inwi بدأ بتقديم الكثير من الخدمات التفاعلية الجديدة والمتطورة منها تحويل الأداء من الدقيقة إلى ما يعرف ب الخلاص بالثانية وتقديم عدة تسهيلات للمستهلك المغربي عكس الشبكات الأخرى، كالاستفادة من ساعات المكالمات ورسائل قصيرة ودقائق دولية بأرخص الأسعار وكذلك هدايا مجانية كل يوم أربعاء تحت اسم خدمة كلوب إنوي وأيضا تقديم خدمة الأنترنت الجيل الثاني والتالث والرابع وإرسال مقاطع الفيديو والصوت والصور أو مايسمى بخدمات الـ MMS .
كذلك تقوم الشركة ضمن سياستها التسويقية الناجحة إمكانية الإطلاع على الرصيد بالمجان وتقدم الشركة كذلك لزبائنها خدمات الـ بلاك بيري التابعة لشركة ريم (توضيح) الكندية ومنها التراسل الفوري بين المشتركين عبر ماسنجر بلاك بيري الشهير وكذلك ربط أجهزة مشتركي الخدمة بخوادم البريد الإلكتروني مباشرة (حيث تعتبر الشركة الأولى المقدمة في المغرب لخدمة بلاك بيري والوحيد لمشتركي الدفع المسبق) بالإضافة إلى أن الشركة تقوم بحملات خيرية بمساعدة زبناءها تحت اسم دير إديك لتأهيل وإصلاح الجمعيات والمؤسسات الخيرية وللشركة خمسة عروض يمكن الاختيار بينها فكل واحد يتضمن مجموعة من الخدمات ومنها :
- عرض تيك تاك (TicTac) هو أول عرض بدأت به الشركة وبه عدة مزايا كمضاعفة رصيد التعبئة X4 مع الاطلاع على الرصيد مجانا
- عرض كلشي (Koulchi) أطلقته أواخر سنة 2015 ويحتوي على كافة الخدمات كالرسائل والمكالمات والأنترنت على كل تعبئة عكس العروض الأخرى مع إمكانية تحديد كمية الإنترنت المستهلكة
- عرض زين بلوس (Zen Plus) عرض أطلق مؤخرا حيث يتضمن أنترنت أكثر من باقي الخدمات وذلك ب 100 درهم لكل شهر وبدون اشتراك
- عرض زين الدولي (Zen international) وهو مخصص للذين يتصلون بأقاربهم في دول الخارج كأوروبا
- عرض زين كونيكت (Zen Connect) شبيه بعرض زين بلوس
- خدمة jeux inwi و التي تهديك مجموعة من ألعاب شركة غيم لوفت مقابل 9 دراهم أو 4 دراهم للعبة أو شراء جوازات 3 ألعاب أو 5 ألعاب.
- خدمة ويكيبيديا زيرو: و هي خدمة تمنح للمستخدم تصفح مواقع الويكي بدون رصيد. بشراكة مع مؤسسة ويكيميديا.
- أداء جوجل بلاي بواسطة تعبئة 5*

ومن المعروف أن مبيعات بلاكبيري تشكل 20.8% من مبيعات الهواتف الذكية حول العالم وهو ما يجعله أكثر الأنظمة انتشارا في العالم .
إنوي تعتبر من رواد خدمة الأنترنت عبر الموديم . فهي تقدم باقة متنوعة من الموديمات، تختلف الجودة بحسب سعرها، لدى إنوي يتصدر HDM قائمة أفضل الموديمات.
وبما أنها ثالث شركة اتصالات بالمغرب ازدادت المنافسة بينها وبين الشركتين : شركة اتصالات المغرب وأورنج (ميديتل سابقا)
في مجال اللاسلكي في سوق الاتصالات بالمغرب. وبدأ اسم inwi يعد منافسا قويا في سوق الاتصالات المغربية حيث استطاعت إنوي كسب ثقة 5 ملايين مشترك في ظرف سنة من انطلاقها، وخاصة بين الشباب.
لكن رغم ذلك فإنوي تعتبر ضعيفة في انتشار 3G بحيث أن الشركة تقدم هذه الخدمة في المدن الكبيرة فقط، بينما القرى تكتفي بالجيل الثاني، وهذا ما يجعل إنوي أقل اقتناء لدى فئة الشباب القروي، رغم عروض المكالمات والرسائل القصيرة الخاصة بها، وفي بداية يونيو 2015 حصلت الشركة على ترخيص الجيل الرابع وبدأت بتقديم خدمات هذا الجيل في 17 من نفس الشهر حيث غطت هذه التقنية أكثر من 20 مدينة كمراكش والعيون والدار البيضاء والرباط وطنجة ...

## أنشطة أخرى
ابتداءً من أكتوبر 2016، طورت إنوي نشاطًا استشاريًا مخصصًا للشركات الرقمية (وخاصة الشركات العاملة في مجال التكنولوجيا الخضراء والمدن الذكية)، وذلك من خلال شراكة مع حاضنة الأعمال «نيوما الدار البيضاء». وتم إطلاق مساحة حاضنة مخصصة تحمل اسم «مختبر إنوي المفتوح»، بالإضافة إلى برامج تدريبية وأنشطة توعوية أخرى (مثل برنامج داتا سيتي) بهذه المناسبة.
وفي إطار مؤتمر الأمم المتحدة للتغير المناخي الذي انعقد في المغرب أواخر عام 2016، دخلت إنوي في شراكة مع مطوري الألعاب المغاربة لتنظيم مسابقة تهدف إلى تشجيع تطوير ألعاب فيديو مغربية.

## وصلات خارجية
- الموقع الرسمي